# Cheers (musikgrupp)
Cheers var en musikgrupp från Stockholm som bildades 1965 och upplöstes 1968. Bandet hade kontrakt med det internationella skivmärket Decca där de gav ut en singelskiva med titlarna "Love me two times" (ursprungligen av The Doors) och "Somebody to love" (ursprungligen av Jefferson Airplane). "Love me two times" återfinns på samlingsalbumet Cornflake Zoo, Vol. 11: The Original Psychedelic Dream som gavs ut av Particles och "Somebody to love" finns med på samlingen Svenska Shakers med 1960-talsband som Tages och Lee Kings, vilken gavs ut av RPM.
Originalsättningen bestod av Leif ”Leffe” Carlsson (sång), Christer ”Chrillan” Söderqvist (gitarr), Sven-Olof ”Svenne” Larsson (gitarr), Gunnar Nihlén (bas) och Per ”Perre” Wiklund (trummor). Bandet återförenas i originaluppsättningen 42 år efter upplösningen. The Cheers uppträdde hos Hagge Geigert i Kungsträdgården 27 juli 1967 och samma datum 43 år senare var en ny konsert inbokad där.